# Lac Kakinoceok
Lac Kakinoceok är en sjö i Kanada.   Den ligger i regionen Mauricie och provinsen Québec, i den sydöstra delen av landet, 300 km norr om huvudstaden Ottawa. Lac Kakinoceok ligger 368 meter över havet. Arean är 0,25 kvadratkilometer. Den ligger vid sjön Lac Handard. Den sträcker sig 0,9 kilometer i nord-sydlig riktning, och 0,8 kilometer i öst-västlig riktning.
I omgivningarna runt Lac Kakinoceok växer i huvudsak blandskog. Trakten runt Lac Kakinoceok är nära nog obefolkad, med mindre än två invånare per kvadratkilometer.